# Валло, Кристиан
Кри́стиан Ва́лло (словац. Kristián Vallo; 2 июня 1998 года) — словацкий футболист, защитник чешской «Карвины».

## Клубная карьера
Кристиан — воспитанник футбольной академии клуба «Жилина». Выступает за вторую команду, с 2016 года привлекается к тренировкам с первой. 4 марта дебютировал в чемпионате Словакии в поединке против «Земплина», выйдя на замену на 86-й минуте вместо Якуба Михлика. Кроме этого, в сезоне 2015/2016 также выходил на замену в ещё одном поединке.

## Карьера в сборной
Начиная с 2016 года выступал сборные Словакии до 18, до 19, до 20 и до 21 года. За национальную сборную страны дебютировал 22 сентября 2022 года в матче Лиги наций со сборной Азербайджана.